# Públicos do Santa Cruz Futebol Clube
Esta página relaciona os maiores públicos do Santa Cruz, clube que habitualmente leva a maioria dos maiores públicos do futebol do Estado de Pernambuco. Apenas considerando o Século XXI, o Santa Cruz teve o maior público de Pernambuco por 14 vezes entre 2001 e 2018, para o qual certamente colabora muito o tamanho de seu estádio em relação aos demais.

## Maiores públicos em jogos doSanta Cruzno estádio do Arruda
Públicos pagantes, jogos em Pernambuco, no Estádio do Arruda, acima de 50.000.
1. Santa Cruz 1–1 Sport, 78.391, 21 de fevereiro de 1999, Campeonato Pernambucano,  Estádio do Arruda. [2]
2. Santa Cruz 1–1 Náutico, 76.636, 18 de dezembro de 1983, Campeonato Pernambucano, Arruda.
3. Santa Cruz 2–0 Sport, 74.280, 18 de julho de 1993, Campeonato Pernambucano, Arruda.
4. Santa Cruz 1–2 Sport, 72.635, 3 de maio de 1998, Campeonato Pernambucano, Arruda.
5. Santa Cruz 2–1 Náutico, 71.243, 28 de julho de 1993, Campeonato Pernambucano, Arruda.
6. Santa Cruz 1–1 Sport, 71.197, 21 de fevereiro de 1999, Campeonato Pernambucano, Arruda.
7. Santa Cruz 0–2 Náutico, 70.003, 11 de julho de 2001, Campeonato Pernambucano, Arruda.
8. Santa Cruz 0–1 Sport, 67.421, 20 de maio de 1990, Campeonato Pernambucano, Arruda.
9. Santa Cruz 1–2 Náutico, 65.901, 8 de fevereiro de 1998,  Campeonato Pernambucano, Arruda.
10. Santa Cruz 2–1 Portuguesa (SP),  65.023, 26 de novembro de 2005, Campeonato Brasileiro (Série B), Arruda.
11. Santa Cruz 2–0 Náutico, 63.675, 1 de agosto de 1976, Campeonato Pernambucano, Arruda.
12. Santa Cruz 0–0 Sport, 61.449, 11 de julho de 1993, Campeonato Pernambucano,  Arruda.
13. Santa Cruz 0–1 Sport, 58.860, 27 de maio de 1990, Campeonato Pernambucano, Arruda.
14. Santa Cruz 1–1 Náutico, 58.190, 11 de dezembro de 1983, Campeonato Pernambucano, Arruda.
15. Santa Cruz 0–0 Flamengo (RJ), 57.688, 4 de março de 1972, Amistoso (Inauguração do Estádio do Arruda).
16. Santa Cruz 2–1 Goiás (GO), 55.009, 20 de novembro de 1999, Campeonato Brasileiro (Série B), Arruda.
17. Santa Cruz 0–2 Tupi (MG), 54.815, 20 de novembro de 2011, Campeonato Brasileiro (Série D), Arruda.
18. Santa Cruz 0–1 Sport, 54.798, 15 de maio de 2011, Campeonato Pernambucano, Arruda.
19. Santa Cruz 0–1 Sport, 54.742, 16 de maio de 1999, Campeonato Pernambucano, Arruda.
20. Santa Cruz 1–1 Sport, 54.510, 19 de maio de 1999, Campeonato Pernambucano, Arruda.
21. Santa Cruz 1–1 Náutico, 53.416, 1 de dezembro de 1985, Campeonato Pernambucano, Arruda.
22. Santa Cruz 0–0 Treze (PB), 52.833, 16 de outubro de 2011, Campeonato Brasileiro Série D,  Arruda.
23. Santa Cruz 2–2 Palmeiras (SP), 52.824, 4 de maio de 1980, Campeonato Brasileiro, Arruda.
24. Santa Cruz 0–0 Sport, 51.192, 3 de dezembro de 1983, Campeonato Pernambucano, Arruda.
25. Santa Cruz 4–3 Guarany (CE), 51.145, 5 de setembro de 2010, Campeonato Brasileiro (Série D), Arruda.
26. Santa Cruz 2–3 Sport, 50.126, 14 de maio de 2000, Campeonato Pernambucano, Arruda.

Por clássicos pernambucanos
1. Santa Cruz - Sport: 12.
2. Santa Cruz - Náutico: 7.

## Maiores públicos em jogos do Santa Cruz no estádio daIlha do Retiro
1. Sport 4–1 Santa Cruz, 50.106, 29 de março de 1998, Campeonato Pernambucano.[3][4]
2. Sport 2–0 Santa Cruz, 44.346, 31 de julho de 1988, Campeonato Pernambucano.
3. Sport 2–0 Santa Cruz, 43.706, 31 de maio de 1998, Campeonato Pernambucano.
4. Sport 1–1 Santa Cruz, 43.431, 7 de maio de 1989, Campeonato Pernambucano.
5. Sport 1–2 Santa Cruz, 41.947, 13 de outubro de 1985, Campeonato Pernambucano.

## Maiores públicos em jogos do Santa Cruz noEstádio dos Aflitos
1. Náutico 1–0 Santa Cruz, 31.613, 16 de agosto de 1970, Campeonato Pernambucano (recorde).[5]
2. Náutico 0–1 Santa Cruz, 22.177, 5 de julho de 2001, Campeonato Pernambucano.
3. Náutico 1–0 Santa Cruz, 20.506, 11 de dezembro de 1974, Campeonato Pernambucano.

## Maiores públicos em jogos do Santa Cruz no Estádio Luiz José de Lacerda
1. Sport 0–1 Santa Cruz, 19.338, 30 de novembro de 1983, Campeonato Pernambucano.[6]
2. Central (4)1–1(5) Santa Cruz, 14.957, 2 de agosto de 1986, Campeonato Pernambucano.